# Medalla del Retorn del Districte del Memel
La medalla commemorativa del retorn de Memel (alemany: Medaille zur Erinnerung an die Heimkehr des Memellandes; 22. März 1939) va ser una  condecoració de l'Alemanya nazi concedida durant el període d'entreguerres, l'última d'una sèrie de medalles de l'ocupació.

## Descripció
Alemanya es va annexionar la regió de Klaipėda (Territori de Memel) a Lituània el 22 de març de 1939 després d'un ultimàtum. El 23 de març, les tropes de l'exèrcit alemany van ocupar la ciutat i el districte. Aquesta zona de Prússia Oriental, amb 160.000 habitants, havia estat cedida a Lituània després de la Primera Guerra Mundial. Per commemorar l'ocupació, es va autoritzar la "Medalla de Memel" l'1 de maig de 1939. Es va atorgar fins al 31 de desembre. 1940. En total es van atorgar 31.322 medalles.
L'ús de premis de l'època nazi va ser prohibit el 1945. La Medalla de Memel no estava entre els guardons reautoritzats per a l'ús oficial per la República Federal d'Alemanya el 1957.

## Disseny
La medalla va ser dissenyada pel professor Richard Klein. Mentre que l'anvers era el mateix que les dues medalles d'ocupació anteriors, al revers havia la inscripció ZUR ERINNERUNG AN DIE HEIMKEHR DES MEMELLANDES 22. MÄRZ 1939 (Per commemorar el retorn del districte de Memel. 22 de març de 1939), envoltat d'una corona de fulles de roure. El premi es va lliurar a tot el personal militar, polític i civil que havia participat en l'entrada a Memel el 22 de març de 1939, i als nazis locals que havien treballat per la unió amb Alemanya.
La medalla va ser encunyada en bronze i portada sobre la butxaca esquerra de la guerrera suspesa d'una cinta blanca amb una franja verda al mig i dues franges vermelles a cada costat, els colors històrics de la Lituània Menor.